# Elaphoglossum antioquianum
Elaphoglossum antioquianum är en träjonväxtart som beskrevs av Georg Hans Emmo Wolfgang Hieronymus. Elaphoglossum antioquianum ingår i släktet Elaphoglossum och familjen Dryopteridaceae. Inga underarter finns listade.